# Jersey-Pfund
Das Jersey-Pfund (engl. Jersey Pound, Jersey £) ist die Währung der Vogtei Jersey.
Das Jersey-Pfund entspricht in seinem Wert exakt dem britischen Pfund.  Es ist das übliche Zahlungsmittel der Inselbewohner, mit dem Pfund Sterling kann jedoch ebenfalls überall auf Jersey bezahlt werden.

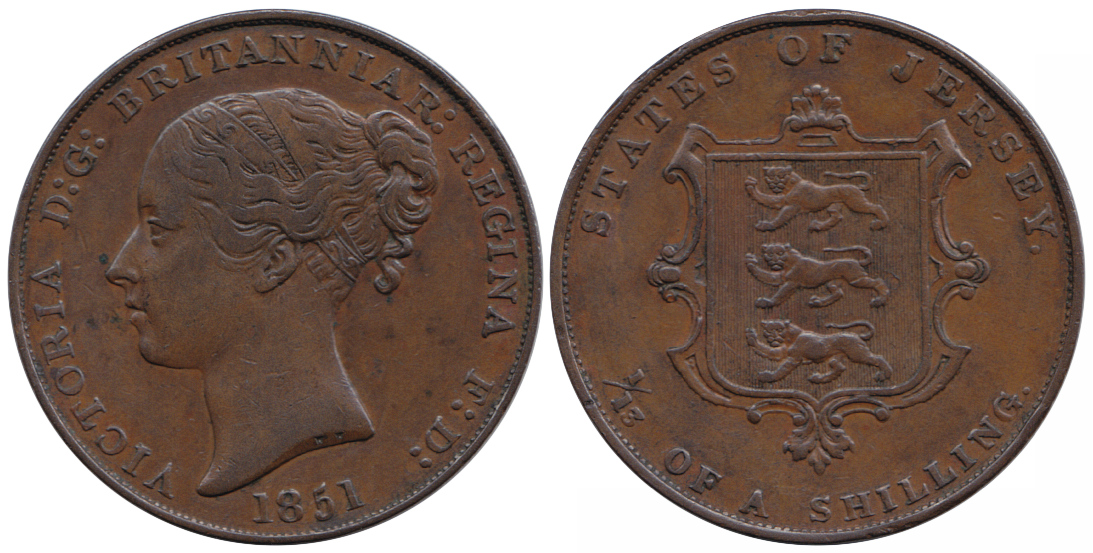
1/13-Schilling-Kupfermünze, 1851 Queen Victoria.

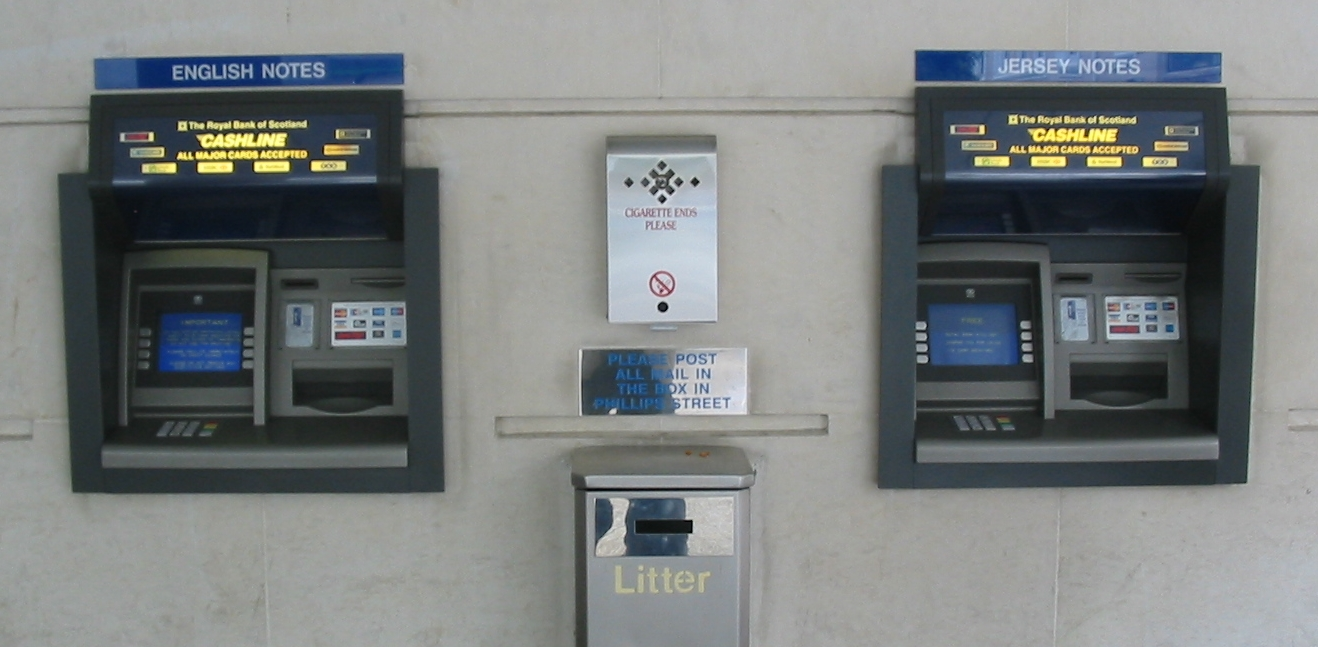
Bankautomaten mit der Möglichkeit, zwischen englischem und Jersey-Geld zu wählen

Die seit dem Jahr 2010 ausgegebenen Banknoten erschienen erstmals dreisprachig (englisch/französisch/Jèrriais). Dabei ist die Vorderseite in Englisch, die Rückseite französisch („États de Jersey“, Wertangabe in Livres) und im unteren rechten Bereich der Rückseite die Angabe in Jèrriais (Wertangabe in Louis).
Außerhalb von Jersey wird das Jersey-Pfund nur in den States of Guernsey, d. h. im Wesentlichen auf den benachbarten Kanalinseln Guernsey, Sark, Herm und Alderney, als gültiges Zahlungsmittel anerkannt.
Auch die States of Guernsey, das die kleineren Kanalinseln Guernsey mit Alderney, Herm und Sark als die größten Inseln umfasst, haben ihre eigene Währung, das Guernsey-Pfund, das gleichfalls mit dem Pfund Sterling wertmäßig verbunden und nur auf den Kanalinseln als Zahlungsmittel anerkannt ist.
Eine Bezeichnung nach ISO 4217 existiert nicht, die übliche Abkürzung ist JEP.